# Oliwier Zych
Oliwier Zych (Danzica, 28 giugno 2004) è un calciatore polacco, portiere del  Raków Częstochowa in prestito dall'Aston Villa.

## Carriera

### Club
Zych ha iniziato la sua carriera in Polonia con le maglie di Arka Gdynia e Zagłębie Lubin. Il 29 settembre 2020 è stato acquistato dall'Aston Villa ed è stato assegnato alla formazione Under-18. Il 10 agosto 2021 ha firmato il suo primo contratto professionistico con il club inglese ed è stato promosso in Under-23.
Il 4 settembre 2023 è stato ceduto in prestito al Puszcza Niepołomice ed undici giorni dopo ha giocato il suo primo incontro ufficiale giocando titolare in Ekstraklasa contro lo Śląsk Breslavia.
Il 14 luglio 2025 passa in prestito al Raków Częstochowa.

### Nazionale
Ha giocato nelle nazionali giovanili polacche Under-15, Under-16, Under-18, Under-19 ed Under-20.

## Statistiche
Statistiche aggiornate al 29 maggio 2024.

### Presenze e reti nei club
| Stagione           | Squadra             | Campionato         | Campionato | Campionato | Coppe nazionali | Coppe nazionali | Coppe nazionali | Coppe continentali | Coppe continentali | Coppe continentali | Altre coppe | Altre coppe | Altre coppe | Totale | Totale | Totale |
| Stagione           | Squadra             | Comp               | Pres       | Reti       | Comp            | Pres            | Reti            | Comp               | Pres               | Reti               | Comp        | Pres        | Reti        | Pres   | Reti   |        |
| ------------------ | ------------------- | ------------------ | ---------- | ---------- | --------------- | --------------- | --------------- | ------------------ | ------------------ | ------------------ | ----------- | ----------- | ----------- | ------ | ------ | ------ |
| 2022-2023          | Aston Villa         | PL                 | 0          | 0          | FACup+CdL       | 0+0             | 0+0             | -                  | -                  | -                  | -           | -           | -           | 0      | 0      |        |
| lug.-set. 2023     | Aston Villa         | PL                 | 0          | 0          | FACup+CdL       | -               | -               | UECL               | 0                  | 0                  | -           | -           | -           | 0      | 0      |        |
| set. 2023-2024     | Puszcza Niepołomice | EK                 | 26         | -35        | CP              | 0               | 0               |                    | -                  | -                  |             | -           | -           | 26     | -35    |        |
| 2024-2025          | Aston Villa         | PL                 | 0          | 0          | FACup+CdL       | 0+0             | 0+0             | UCL                | -                  | -                  | -           | -           | -           | 0      | 0      |        |
| Totale Aston Villa | Totale Aston Villa  | Totale Aston Villa | 0          | 0          |                 | 0               | 0               |                    | 0                  | 0                  |             | -           | -           | 0      | 0      |        |
| 2025-2026          | Raków Częstochowa   | EK                 | -          | -          | CP              | -               | -               | UECL               | -                  | -                  |             | -           | -           | -      | -      |        |
| Totale carriera    | Totale carriera     | Totale carriera    | 26         | -35        |                 | 0               | 0               |                    | -                  | -                  |             | -           | -           | 26     | -35    |        |

## Palmarès

### Club

#### Competizioni giovanili
- FA Youth Cup: 1

Aston Villa: 2020-2021